# Anything, Anything
Anything, Anything è un singolo del gruppo musicale statunitense Grey Daze, pubblicato il 18 giugno 2021 come estratto dalla colonna sonora Dark Nights: Death Metal Soundtrack.

## Descrizione
Si tratta di una cover dell'omonimo brano dei Dramarama del 1989, usato nel film Nightmare 4 - Il non risveglio. Già negli anni novanta i Grey Daze ne incisero una prima versione per il loro secondo album ...No Sun Today, per poi rivisitarla nel 2021 per conto della DC Comics.
Nel 2022 una versione in chiave più punk rock è stata inserita nella lista tracce del quarto album del gruppo, The Phoenix.

## Tracce
Testi e musiche di John Easdale.
1. Anything, Anything – 3:12

## Formazione
Gruppo
- Chester Bennington – voce
- Sean Dowdell – batteria, cori
- Cristin Davis – chitarra
- Mace Beyers – basso

Produzione
- Tyler Bates – produzione
- Robert Carranza – missaggio
- Daniel Rowland – mastering
- Will Anspach – ingegneria del suono